# Даниган (Калифорнија)
Даниган (енгл. Dunnigan) насељено је место без административног статуса у америчкој савезној држави Калифорнија.

## Демографија
По попису из 2010. године број становника је 1.416.
| Група             | 2000.    | 2010.       |
| Белци             | 0 (0,0%) | 655 (46,3%) |
| Афроамериканци    | 0 (0,0%) | 107 (7,6%)  |
| Азијати           | 0 (0,0%) | 19 (1,3%)   |
| Хиспаноамериканци | 0 (0,0%) | 583 (41,2%) |
| Укупно            | 0        | 1.416       |